# ОШ „Свети Сава” Чачак
ОШ „Свети Сава” се налази у Чачку, у приградском насељу Атеница, коју похађају ученици са територије која обухвата три месне зеједнице: Атеница, Кулиновце и Свети Сава.
Прва школа у Атеници основана је одлуком Министарства за просвету и културу Србије, 19. октобра 1895. године као четворазредна, која је касније прерасла у осморазредну школу. Од 1967. године добија име ОШ „7. октобар”, у част прве топовске гранате испаљене на немачке бункере. Тај назив је носила до 2003. године, а од тада носи данашњи назив.